# Rubén López Huesca
Rubén López Huesca (Alicante, 24 de junio de 1995), conocido como Rubio, es un futbolista español que juega como delantero en el SD Logroñés de la Primera Federación. Es hermano del futbolista Carlitos.

## Trayectoria
Formado en el fútbol base del Elche Club de Fútbol, en 2012 formaría parte del filial el Elche Club de Fútbol Ilicitano en que jugaría durante 4 temporadas. Durante la última temporada en el conjunto ilicitano anotaría cinco goles en el Grupo III de la Segunda División B.
Durante las dos siguientes temporadas también jugaría en el mismo grupo de Segunda División B, en la filas del Centre d'Esports L'Hospitalet marcó 7 goles y en el Deportivo Aragón anotaría 5 tantos.
Durante la temporada 2018-19 jugó en el CD Alcoyano con el que marcaría 6 goles en el Grupo III de la Segunda División B con el que descendió a Tercera División tras perder en la promoción de descenso ante el filial del Celta de Vigo.
En verano de 2019, firma por el KS Cracovia de la Ekstraklasa por tres temporadas, jugaría este año además la clasificación de la Europa League al que el club rojiblanco calificó tras su cuarto puesto liguero.
En febrero de 2020, tras jugar solo dos encuentros con el KS Cracovia en la primera vuelta, el delantero es cedido al Zagłębie Sosnowiec de la Ekstraklasa hasta el final de la temporada.
El 5 de octubre de 2020, Rubio es cedido al Sandecja Nowy Sącz de la I Liga de Polonia, la segunda división polaca.
En julio de 2021, regresa al KS Cracovia de la Ekstraklasa, donde jugaría hasta el mes de febrero de 2022, cuando rescinde su contrato con el conjunto polaco.

## Clubes
| Club                           | País               | Año           |
| ------------------------------ | ------------------ | ------------- |
| Elche Club de Fútbol Ilicitano | Bandera de España  | 2012-2016     |
| Centre d'Esports L'Hospitalet  | Bandera de España  | 2016-2017     |
| Deportivo Aragón               | Bandera de España  | 2017-2018     |
| CD Alcoyano                    | Bandera de España  | 2018-2019     |
| KS Cracovia                    | Bandera de Polonia | 2019-2022     |
| Zagłębie Sosnowiec (cedido)    | Bandera de Polonia | 2020          |
| Sandecja Nowy Sącz (cedido)    | Bandera de Polonia | 2020-2021     |
| CD Alcoyano                    | Bandera de España  | 2022-2023     |
| SD Logroñés                    | Bandera de España  | 2023-presente |